# نام‌گذاری و ضرورت
نام‌گذاری و ضرورت (به انگلیسی: Naming and Necessity) یکی از آثار برجستهٔ سول کریپکی است که اولین بار در سال ۱۹۷۲ به شکل مقاله‌ای بسیار طولانی منتشر شد (در مجموعه‌مقالاتی به سرپرستی گیلبرت هارمن و دونالد دیویدسن) و در ۱۹۸۰ با افزودن پیشگفتاری به صورت کتابی مستقل به چاپ رسید. مسئلهٔ اسامی خاص در فلسفه زبان یکی از موضوعاتی است که این کتاب به آنها می‌پردازد. این کتاب مبتنی بر متن پیاده‌شدهٔ سه سخنرانی در دانشگاه پرینستون در سال ۱۹۷۰ است. این اثر در میان فیلسوفان تحلیلی، یکی از مهم‌ترین آثار فلسفی قرن بیستم محسوب می‌شود. کتاب را کاوه لاجوردی به فارسی ترجمه کرده است.